# Gestualismo (surdos)
Gestualismo ou manualismo é um método de ensino, para surdos, no qual se defende que a maneira mais eficaz de ensinar o surdo é através de uma língua gestual (ou língua de sinais, no Brasil)